# Mimulosia griveaudi
Mimulosia griveaudi är en fjärilsart som beskrevs av De Toulgoët 1958. Mimulosia griveaudi ingår i släktet Mimulosia och familjen björnspinnare. Inga underarter finns listade i Catalogue of Life.